# 小田原バーガー
小田原バーガー（おだわらバーガー）とは神奈川県小田原市で2008年から2009年ごろにかけて派生しはじめた地場産の食材等を用いたご当地バーガー（ハンバーガー）の一種である。後述のとおり、その定義については一定ではないことから、現在のところは小田原市の地場産食材を使用したり、小田原市内の名所旧跡や特産品をモチーフとしたりする等したハンバーガー形状の料理の俗称として扱われている。
小田原市においては漁業（市の魚でもあるアジが有名）や農業（蜜柑、たまねぎなどが有名）、また従前からの特産品である小田原蒲鉾や梅干しなど、様々な食材が産出されるため、同市は「小田原おでん」や「小田原どん」などの地域活性化への取り組みと合わせて地産地消の動きとしてメディア等で注目を集めており、小田原バーガーも今後地域に根差したあらたな名物料理として発展が期待されている。

## 定義
行政主導による町おこし的な源流ではなく、市内各飲食店から自然派生的に生まれた概念であることから、小田原バーガーの定義はいまだ確立されていない。
しかしながら2009年現在市内複数の飲食店等において地場産の食材や特産品を取り入れた「小田原バーガー」又はこれに類する名称のハンバーガーの形状をとるメニューが供されている。ここでは便宜上それらをすべて総称して「小田原バーガー」と呼ぶこととする。

## 歴史
小田原バーガーの登場について、その出自は様々な分流からなっており、具材及び名称等が一定ではないことから、現在までに「小田原バーガー」の名称又はこれに類する地場産食材を用いたハンバーガー形状の料理について確認できる来歴を示す。
- 2008年9月1日に小田原青年会議所の主催による「新小田原食ブランドコンテスト」（審査員兼アドバイザー：陳建一ほか計6名）において小田原蒲鉾水産加工業協同組合が出品した「ODAWARA AJIなバーガー」がグランプリを受賞。同年9月23日に小田原城二の丸広場にて行われた北條六斎市において初めて一般販売（販売価格：500円）が実施された。
- 2008年10月9日、小田原市根府川のヒルトン小田原リゾート&スパ内のレストランにおいて「"The 小田原"バーガー」を販売開始（販売価格：1575円）。
- 2009年2月18日、小田原駅西口の箱根ベーカリー小田原店において「きんぴら鯵なバーガー」を1日限定100個で販売開始（販売価格：330円）。
- 2009年5月18日、小田原駅前東通り商店街主催の「おいしいもの横丁うまいもん祭り」において小田原バーガーコンテストを実施。「アジと梅が出逢ったうるるん横丁バーガー」、「小田原大根にアーリオオーリオ小エビのオーロラソースのアジフリットバーガー」、「ムッシュかまかつバーガー」の3種類が試行販売（販売価格：300円）。
- 2009年5月19日?、小田原駅前東通り商店街の飲食店1店舗において「小田原バーガー」提供開始（販売価格：1300円）。

## 展開
上述のとおり、行政主導による町おこしではないため固定の概念が存在しない。
また、既に販売されている小田原バーガーの価格帯は大手ハンバーガーチェーンと同程度の低廉なものからいわゆるプレミアムバーガーに相当する価格帯まで様々であり、必ずしも高級であることやプレミアム性を担保しなければならないとは限らない。
地場産食材を使用したり小田原市内の名所旧跡等をモチーフとする等したハンバーガー形状の料理については、既に市内飲食店等において販売されている可能性があり、潜在的に数多くの小田原バーガーが存在すると考えられている。
ハンバーガーの形状は調理が簡単であり、多くの地場産食材を産出している小田原市においては様々なパターンの「小田原バーガー」を考案・販売が容易である。また佐世保バーガーに代表されるご当地バーガーブームの追い風もあることから、今後数多くの「小田原バーガー」が登場することが期待されている。